# Longplayer

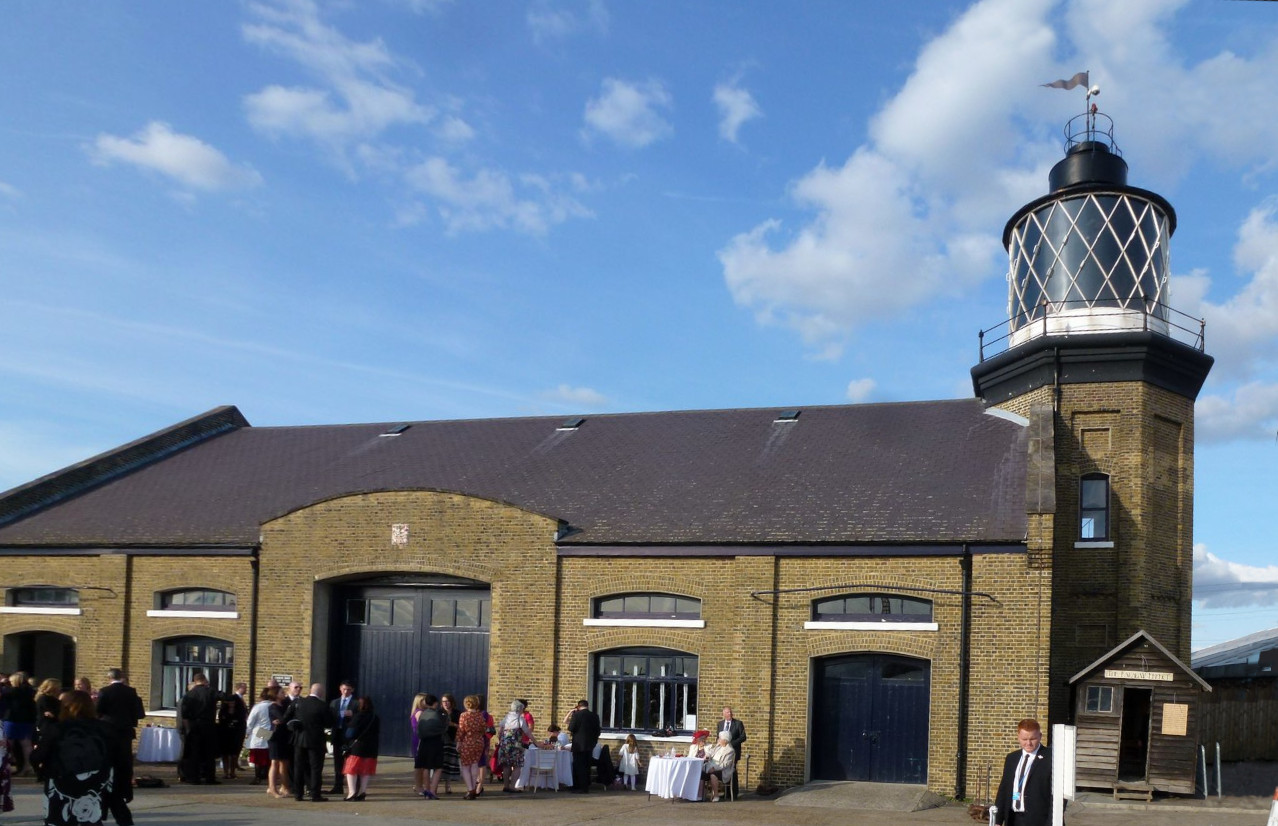
Bow Creek Lighthouse, a warehouse and a shed exhibiting Michael Faraday's work at Trinity Buoy Wharf, London in September 2012.

Longplayer é uma composição auto-extensiva de Jem Finer, que é projetada para continuar por  mil anos. Começou a tocar em 1 de janeiro de 2000 e, se tudo correr como planejado, continuará sem repetição até 31 de dezembro de 2999. Ela será reiniciada nessa data.
Longplayer  é baseada em uma música existente, com 20 minutos e 20 segundos de duração, que é processada por computador usando um algoritmo simples. Isso dá um grande número de variações, que, quando jogadas consecutivamente, dão um tempo de execução total esperado de 1000 anos, ou seja, 10 séculos.
Longplayer  pode ser ouvida na zona de relaxamento da Millennium Dome em Londres durante o ano de abertura em 2000. Também pode ser ouvido através de Icecast Internet  stream, hospedado (a partir de 2008) por Greenwich.
Quatro trechos do Longplayer foram lançados em um LP de vinil.